# Sing, Sing, Sing (With a Swing)
"Sing, Sing, Sing (With a Swing)" é uma canção de 1936 escrita por Louis Prima que se tornou um dos hits da época das Big bands e da Swing Era. A música é comumente associada a Benny Goodman, apesar de ser de Louis Prima.
Em 6 de Julho de 1937 "Sing, Sing, Sing (With a Swing)" foi gravada em Hollywood com Benny Goodman no clarinete; Harry James, Ziggy Elman, e Chris Griffin no trompete; Red Ballard e Murray McEachern no trombone; Hymie Schertzer e George Koenig no sax alto; Art Rollini e Vido Musso no sax tenor; Jess Stacy no piano; Allan Reuss na guitarra; Harry Goodman no baixo; e Gene Krupa na bateria. A música contou ainda com o arranjo de Jimmy Mundy. Diferentemente da maioria dos arranjos das Big Bands da época, que eram limitados a 3 minutos de música em média para que coubessem em um dos lados do disco padrão de 10-polegadas 78-rpm,
a versão de 1937 da banda de Goodman para "Sing, Sing, Sing (With a Swing)" era maior, tinha 8 min 43 sec, e ocupava ambos os lados de um disco de 12-polegadas 78-rpm. 
Muitos aficcionados consideram a versão tocada por Benny Goodman no famoso concerto do Carnegie Hall em 1938 como sendo a performance definitiva de "Sing, Sing, Sing (With a Swing)".
Através das décadas "Sing, Sing, Sing (With a Swing)" transformou-se num dos mais visíveis símbolos da Swing Era, sendo ouvida desde comerciais de televisão até bandas marciais.

## Uso na cultura popular
- No filme de Patrice Leconte “La fille sur le pont”.
- No filme de Martin Scorsese Gangues de Nova York.
- Num episódio de Everybody Loves Raymond.
- No episódios "Lady Bouvier's Lover" e "Another Simpsons Clip Show" dos Simpsons em 1994 e passada de novo em 2011.
- No episódio "They Shoot Gilmores, Don't They?" de Gilmore Girls.
- No filme Harry Potter e o Prisioneiro de Azkaban.
- Na Novela Alto Astral cantada e  tema da Samantha.
- No filme Swing Kids - Os Últimos Rebeldes.